# Koningslied
Het Koningslied werd gecomponeerd voor de inhuldiging van kroonprins Willem-Alexander tot koning der Nederlanden op 30 april 2013. Het lied werd op 19 april 2013 uitgebracht op initiatief van het Nationaal Comité Inhuldiging. De vertolking in evenementenhal Ahoy Rotterdam werd op 30 april 2013 's avonds rechtstreeks via een videoscherm getoond aan het nieuwe koningspaar, aanwezig bij het EYE Film Instituut Nederland in Amsterdam.

## Inhuldiging
Het was de bedoeling het Koningslied in het hele koninkrijk gelijktijdig ten gehore te brengen op de dag van de inhuldiging. In het Caribische deel van het koninkrijk en in elke Nederlandse provincie werden samenkomsten gehouden om gezamenlijk het lied te zingen, maar door gebrek aan belangstelling werden die in Limburg en Drenthe afgelast, terwijl in Utrecht het evenement niet door kon gaan omdat er geen vergunning was aangevraagd. In Zwolle draaide een deejay muziek op het moment dat het lied gezongen moest worden, waardoor het optreden in Overijssel niet plaats kon vinden. Wel werd er meegezongen in onder andere Zuid-Holland (Rotterdam), Groningen (Groningen), Gelderland (Arnhem), Noord-Holland (Amsterdam), Flevoland (Almere), Zeeland (Middelburg), Friesland (Leeuwarden) en Curaçao.

## Achtergrond
Hoofdcomponist is John Ewbank. De tekst is geschreven door Ali B, rapper Bollebof, Daphne Deckers, Fouradi, Lange Frans, Guus Meeuwis, Kraantje Pappie, Gers Pardoel en Jack Poels. In zeer beperkte mate is volgens Ewbank bij de tekst gebruikgemaakt van suggesties die Nederlanders, via een speciaal voor dat doel opgezette website, ingezonden hadden. Op 11 april 2013 werd het lied ingezongen. De opnamen vonden plaats in de Wisseloord Studio's te Hilversum. Zanger Rob de Nijs heeft geweigerd mee te werken omdat hij bezwaar had tegen de tekst.

## Kosten
Het lied en alle activiteiten eromheen kostten 574.463 euro. Hiervan werd 400.000 euro bijgedragen door de Stichting Nationaal Comité Inhuldiging. De Nederlandse Publieke Omroep gaf 174.463 euro uit voor de productie van het lied, de videoclip en het evenement in Ahoy Rotterdam op 30 april.

## Kritiek
De muziek, het rapgedeelte, de tekst en het taalgebruik werden heftig bekritiseerd en geridiculiseerd, onder anderen door neerlandicus Wim Daniëls in het televisieprogramma Pauw en Witteman.
Kritiek was er onder meer op het Nederlands, met anglicismen als "de dag die je wist dat zou komen", "als je ooit je weg verliest" en "hou je veilig", en onlogische zinnen als "door de regen en de wind zal ik naast je blijven staan", "water .., we leggen het droog", .
De melodie van het Koningslied kwam velen bekend voor. Op 13 maart 2013 meldde de NOS dat de melodie sterk leek op het nummer 10,000 Reasons (Bless the Lord) van Matt Redman. Componist John Ewbank had echter van meet af gezegd, dat hij de melodie al acht jaar op de plank had liggen in afwachting van een geschikte toepassing. Daarbij kende hij, naar eigen zeggen, het lied van Redman (dat in februari 2013 twee Grammy Awards won) niet.
Nog dezelfde week tekenden tienduizenden mensen een online petitie tegen het lied, die was opgezet door Sylvia Witteman. Daarnaast werden er alternatieve koningsliederen gecomponeerd. Ahmed Aboutaleb, burgemeester van Rotterdam en lid van het Nationaal Comité Inhuldiging, vond dat over smaak geen debat moest worden gevoerd.
Ewbank trok naar aanleiding van de verwensingen aan zijn adres het Koningslied op 20 april 2013 terug. Op 22 april besloot Frits Spits te stoppen als presentator van het Oranjejournaal op Radio 2 uit solidariteit met John Ewbank. Diezelfde dag liet het Nationaal Comité Inhuldiging weten dat het lied op de dag van de inhuldiging toch in heel Nederland zou worden uitgevoerd als het officiële lied voor de nieuwe koning. Nadat het Nationaal Comité Inhuldiging besloten had het Koningslied toch te behouden, trok Frits Spits zijn besluit in.
Kroonprins Willem-Alexander gaf aan de controverse over het lied te betreuren en liet tegelijkertijd weten het niet verstandig te achten zich inhoudelijk uit te laten over de kwestie.
De dirigent van het kinderkoor dat namens de provincie Zeeland het lied in Middelburg zou zingen, zegde af, omdat de onderwijzer het niet verantwoord vond een lied met zo veel taalfouten door kinderen te laten zingen. Een Belgisch koor zou vervolgens namens Zeeland het lied ten gehore brengen. Eén dag voor de uitvoering werd alsnog een Zeeuws koor bereid gevonden het lied te zingen. Op dezelfde dag beaamde de voorzitter van het Nationaal Comité Inhuldiging, Hans Wijers, dat het met de opzet van het Koningslied een inschattingsfout had gemaakt. "De tekst appelleert niet aan de smaak van veel Nederlanders", zei Wijers. Verbroederen en samenbinden, was de taak die het comité zich had gesteld met het Koningslied. "Daar zijn we niet in geslaagd. We hebben hooguit dertig tot veertig procent van de Nederlanders bereikt", schat Wijers.
Ondanks de kritiek bereikte het lied op 19 april de eerste plaats bij de downloads van iTunes. Binnen een week behaalde het de eerste positie in de Mega Top 50. In de Nederlandse Single Top 100 debuteerde het lied tevens op nummer 1 en in de Nederlandse Top 40 kwam het binnen op nummer 4.

## Meewerkende artiesten
| - Willeke Alberti - Ali B - Jim Bakkum - Bollebof - Marco Borsato - Alain Clark - Ben Cramer - Esmée Denters - Do - Sharon Doorson - Frans Duijts - Edwin Evers - Jennifer Ewbank - John Ewbank | - Fouradi - Danny Froger - René Froger - Jack van Gelder - Niels Geusebroek - Glennis Grace - Wouter Hamel - André Hazes jr. - Roxeanne Hazes - Ruben Hein - Chris Hordijk - Ruth Jacott - Laura Jansen - Chantal Janzen | - Gerard Joling - Pearl Jozefzoon - Wesley Klein - Aliyah Kolf - Jeroen van Koningsbrugge - Kraantje Pappie - Carel Kraayenhof - Iris Kroes - Lange Frans - Paul de Leeuw - Lisa Lois - Jamai Loman - Guus Meeuwis - Anita Meijer | - Lavinia Meijer - Johnny de Mol - Nielson - Trijntje Oosterhuis - Gers Pardoel - Syb van der Ploeg - Henk Poort - Jaap Reesema - Edsilia Rombley - Rowwen Hèze - Frederique Spigt - Lee Towers - Babette van Veen |

- Rob de Nijs trok zich terug nadat hij de tekst van het lied had gelezen.[27][28]

## Trivia
- Willeke Alberti, Edwin Evers, René Froger en Danny Froger werkten zowel mee aan het lied Koningin van alle mensen als aan het Koningslied.

## Hitnoteringen
| Hitlijst                | Datum van binnenkomst | Hoogste positie | Aantal weken | Laatste notering |
| ----------------------- | --------------------- | --------------- | ------------ | ---------------- |
| Single Top 100          | 27-04-2013            | 1               | 4            | 18-05-2013       |
| Nederlandse Top 40      | 27-04-2013            | 2               | 4            | 18-05-2013       |
| Nederlandse Mega Top 50 | 27-04-2013            | 1               | 4            | 18-05-2013       |
| Vlaamse Ultratop 50     | 11-05-2013            | 41              | 1            | 11-05-2013       |

### Nederlandse Top 40
| Hitnotering: 27-04-2013 t/m 18-05-2013 | Hitnotering: 27-04-2013 t/m 18-05-2013 | Hitnotering: 27-04-2013 t/m 18-05-2013 | Hitnotering: 27-04-2013 t/m 18-05-2013 | Hitnotering: 27-04-2013 t/m 18-05-2013 | Hitnotering: 27-04-2013 t/m 18-05-2013 |
| Week:                                  | 1                                      | 2                                      | 3                                      | 4                                      |                                        |
| -------------------------------------- | -------------------------------------- | -------------------------------------- | -------------------------------------- | -------------------------------------- | -------------------------------------- |
| Positie:                               | 4                                      | 2                                      | 7                                      | 30                                     | uit                                    |

### NederlandseMega Top 50
| Hitnotering: 27-04-2013 t/m 04-05-2013 | Hitnotering: 27-04-2013 t/m 04-05-2013 | Hitnotering: 27-04-2013 t/m 04-05-2013 | Hitnotering: 27-04-2013 t/m 04-05-2013 |
| Week:                                  | 1                                      | 2                                      |                                        |
| -------------------------------------- | -------------------------------------- | -------------------------------------- | -------------------------------------- |
| Positie:                               | 1                                      | 4                                      | uit                                    |

### NederlandseSingle Top 100
| Hitnotering: 27-04-2013 t/m 18-05-2013 | Hitnotering: 27-04-2013 t/m 18-05-2013 | Hitnotering: 27-04-2013 t/m 18-05-2013 | Hitnotering: 27-04-2013 t/m 18-05-2013 | Hitnotering: 27-04-2013 t/m 18-05-2013 | Hitnotering: 27-04-2013 t/m 18-05-2013 |
| Week:                                  | 1                                      | 2                                      | 3                                      | 4                                      |                                        |
| -------------------------------------- | -------------------------------------- | -------------------------------------- | -------------------------------------- | -------------------------------------- | -------------------------------------- |
| Positie:                               | 1                                      | 3                                      | 30                                     | 64                                     | uit                                    |

### VlaamseUltratop 50
| Hitnotering: 11-05-2013 | Hitnotering: 11-05-2013 | Hitnotering: 11-05-2013 |
| Week:                   | 1                       |                         |
| ----------------------- | ----------------------- | ----------------------- |
| Positie:                | 41                      | uit                     |